# Myšenecká slunce
Přírodní památka Myšenecká slunce je geologická lokalita, na které se vyskytují turmalínové shluky v pegmatitovém tělese pronikající křemenným syenitem. Nachází se ve vsi Myšenec (část města Protivín v okresu Písek), za zdí zadního traktu stavení čp. 28. Památka spadá pod správu AOPK České Budějovice. Památku je možno navštívit volně ze silnice vedoucí od kostela mezi dvěma staveními.

## Důvod ochrany
Chráněny jsou paprsčité turmalínové shluky tvořené dlouhými stébelnatými krystaly skorylu, které vznikly vyloučením z tuhnoucího žulového magmatu. Turmalínové shluky se hojně vyskytují na balvanech a skalách v zahradách mnoha myšeneckých stavení, ale i v jejich kamenném zdivu.

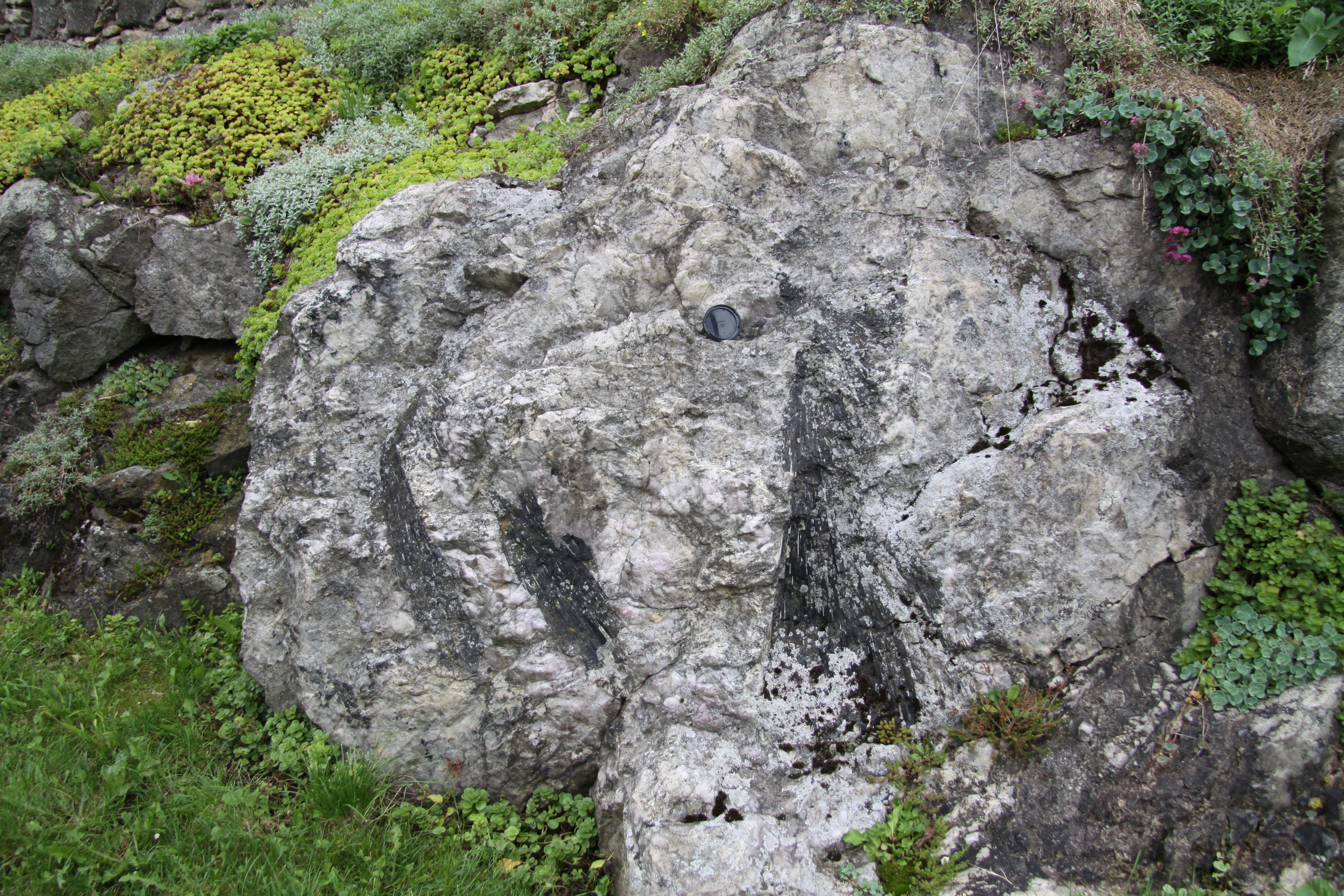
Trojice shluků turmalínů

## Popis památky
Na místě přírodní památky jsou tři velké shluky skorylu, kdy jeden je dlouhý přibližně 80 cm a je protáhlý převážně vertikálním směrem. Další dva se nacházejí přibližně půl metru až metr nalevo od něj. Tyto dva shluky jsou menší a jsou v podstatě vedle sebe. Všechny tři shluky jsou vzájemně rovnoběžné. Samotná tělesa jsou tvořena sloupkovitými krystaly skorylu, které dosahují velikosti řádově několika centimetrů.

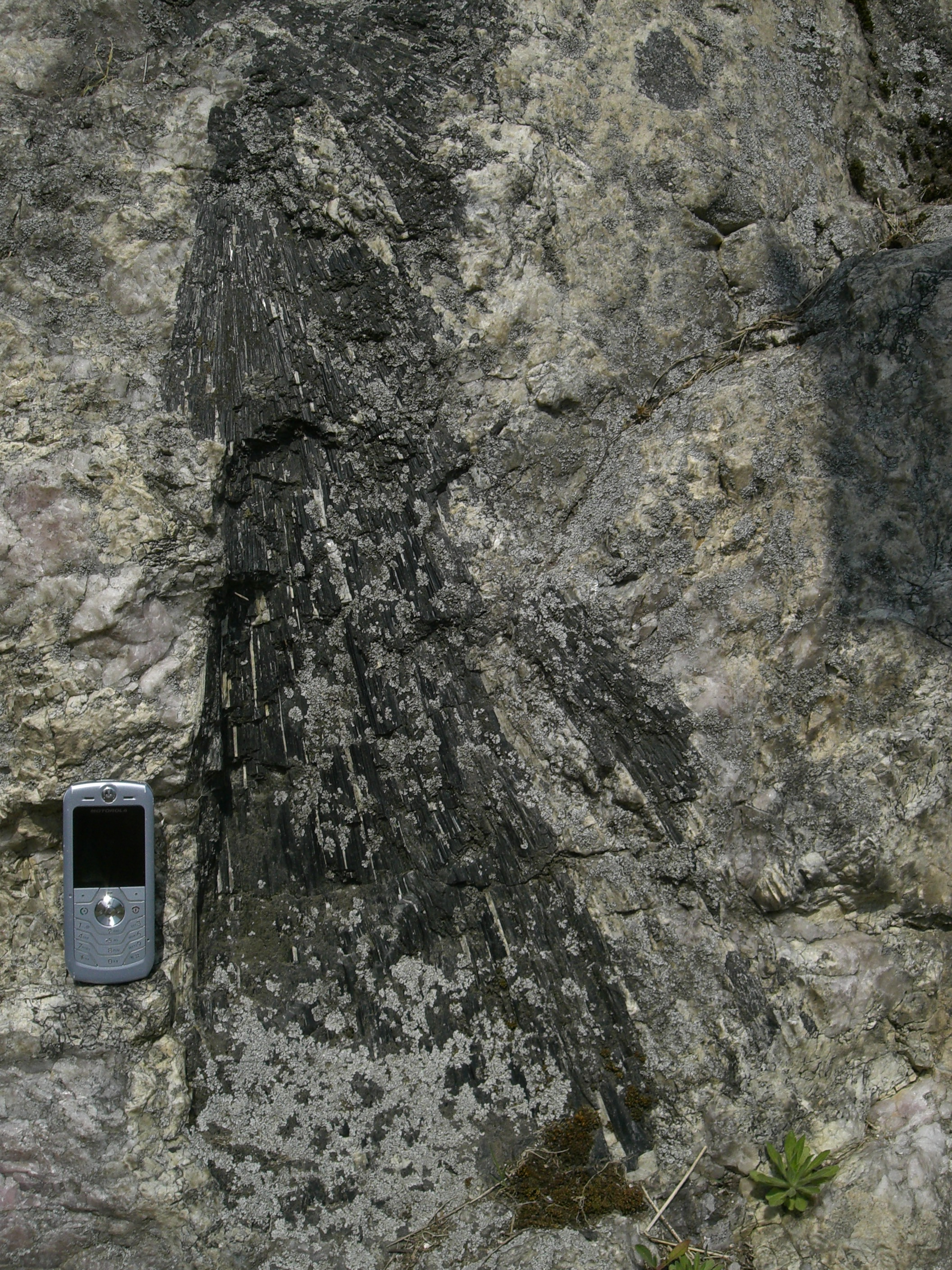
Detailní pohled na pravý delší shluk. Mobil slouží jako měřítko velikosti.

K roku 2007 byly levé dva shluky dobře viditelné a nepoškozené a pravý shluk byl ve spodní oblasti částečně porostlý lišejníkem, který zasahoval i do středové oblasti.
Skoryly se nacházejí v křemenném syenitu, kde se dá rozpoznat jak čistý bílý křemen, tak i místy jeho odrůda v podobě růženínu, který ale není úplně zbarvený, ale spíše má nádechy do růžova. V horní části je i větší těleso živců, které je se skorylem v kontaktu.